# 张眉阳
张眉阳（英語：Meiyang Chang，1982年10月6日—）是一位印度华人歌手，演员，电视主持人; 同時也是一名註冊牙醫。

## 生平
1982年出生于印度贾坎德邦丹巴德的一个华人牙医世家，祖籍湖北省天門市，是第三代华人移民，祖父母在中国抗日战争期间搬去印度，定居加尔各答。在《印度偶像》節目中出名。
曾担任蟻人與黃蜂女中藍道爾·朴饰演的吴吉米配音。